# Sabnie (Sokołów)
Pour les articles homonymes, voir Sabnie.
Sabnie  [ˈsabɲe] est un village polonais de la gmina de Sabnie dans le powiat de Sokołów et dans la voïvodie de Mazovie, au centre-est de la Pologne.
Il est le siège administratif de la gmina de Sabnie.
Il est situé à environ 13 kilomètres au nord de Sokołów Podlaski et à 95 kilomètres à l'est de Varsovie.